# Trawa morska

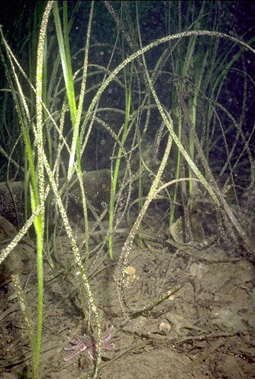
Zostera morska

Trawa morska – określenie niektórych roślin lub surowca roślinnego o wyglądzie trawiastym, w istocie bez związku z trawami sensu stricto. Występuje w następującym znaczeniach:
- Zwyczajowe określenie różnych gatunków roślin okrytozalążkowych występujących w wodach morskich o pędach miękkich i pokroju trawiastym. Do traw morskich zalicza się 55 gatunków[1] roślin reprezentujących rodziny: posidoniowate, zosterowate[2], żabiściekowate[3] i bałwanicowate[4]. Tworzą specyficzne zbiorowiska nazywane łąkami podmorskimi[2], często jednogatunkowe, budowane przez rozległe, długowieczne organizmy klonalne[1]. Ekosystemy tworzone przez trawy morskie pełnią istotną rolę ze względu na ich znaczną produktywność, wiązanie znacznych ilości węgla i znaczenie dla różnorodności biologicznej (stanowią siedlisko istotne dla życia wielu różnych organizmów)[1]. W skali globalnej jest to ekosystem zagrożony w związku z zanieczyszczeniem wód i zmianami klimatycznymi. W Polsce łąki podmorskie występowały niegdyś w Zatoce Puckiej, obecnie już zniszczone.
- Zwyczajowa nazwa zostery morskiej (Zostera marina) – rośliny okrytozalążkowej występującej w morzach[3][2].
- Naturalny surowiec stosowany do wypełniania materaców i mebli tapicerowanych oraz w plecionkarstwie wykonywany obecnie głównie z włókna palmowego. Powstaje w wyniku obróbki mechanicznej liści palmowych, polegającej na rozczesaniu wzdłuż włókien, następnie skręceniu w warkocz i wysuszeniu. W przeszłości stosowano suszone rośliny nazywane trawami morskimi w znaczeniu wyżej opisanych roślin morskich[2].